# Hercana notata
Hercana notata là một loài tò vò trong họ Ichneumonidae.